# Portland (Indiana)
Portland is een plaats (city) in de Amerikaanse staat Indiana, en valt bestuurlijk gezien onder Jay County.

## Demografie
Bij de volkstelling in 2000 werd het aantal inwoners vastgesteld op 6437.
In 2006 is het aantal inwoners door het United States Census Bureau geschat op 6180, een daling van 257 (-4,0%).

## Geografie
Volgens het United States Census Bureau beslaat de plaats een oppervlakte van
10,6 km², geheel bestaande uit land. Portland ligt op ongeveer 283 m boven zeeniveau.

## Plaatsen in de nabije omgeving
De onderstaande figuur toont nabijgelegen plaatsen in een straal van 20 km rond Portland.

## Geboren
- Kevin Ford (1960), astronaut